# Voll im Bilde
Voll im Bilde (Originaltitel: Moving Pictures) ist ein Roman von Terry Pratchett. Es ist der zehnte Scheibenwelt-Roman. Voll im Bilde erschien 1990. Der Goldmann Verlag veröffentlichte den Roman 1993 auf Deutsch (ISBN 3-442-41543-8). Er ist der erste Scheibenweltroman, in dem Mustrum Ridcully als Kanzler der Unsichtbaren Universität agiert.

## Handlung
Die Alchemisten haben eine sensationelle Erfindung gemacht, das Zelluloid bzw. Okto-Zellulose, ein leicht brennbarer Stoff, der sich bemalen lässt und mittels eines Kurbel-Apparates bewegte Bilder auf eine Leinwand transportiert. Nicht, dass diese Entdeckung wirklich auf ihrem Mist gewachsen wäre. Ein uralter Dämon namens Unterhaltungsindustrie hat, wegen menschlichen Versagens, wieder Eingang ins Universum der Scheibenwelt gefunden, und sucht nach neuen Opfern. Viele Bürger der Stadt Ankh-Morpork zieht es plötzlich, auf magische Weise, auf ein karges Stück Wüste namens Holy Wood, wo die Alchemisten Filme drehen.
Victor, einen Studenten der Unsichtbaren Universität, verschlägt es genauso dorthin, wie die junge Frau namens Ginger. Mit dem Streifen Vom Winde weggeweht! werden die beiden über Nacht zu Filmstars. Grässliche Wesen aus den Kerkerdimensionen dringen über die Leinwand in die Wirklichkeit ein und versuchen sich in der Bibliothek der Unsichtbaren Universität zu stabilisieren. Ein finaler Kampf steht an. Victor nutzt die Magie von Holy Wood und wendet sie gegen die monströsen Kreaturen. Zum Schluss nimmt Oswald (resp. Oscar), der Goldene Wächter des Ortes, wieder seinen Dienst auf und verbannt die ungebetenen Geister in die Unwirklichkeit.